# Philosophenwald

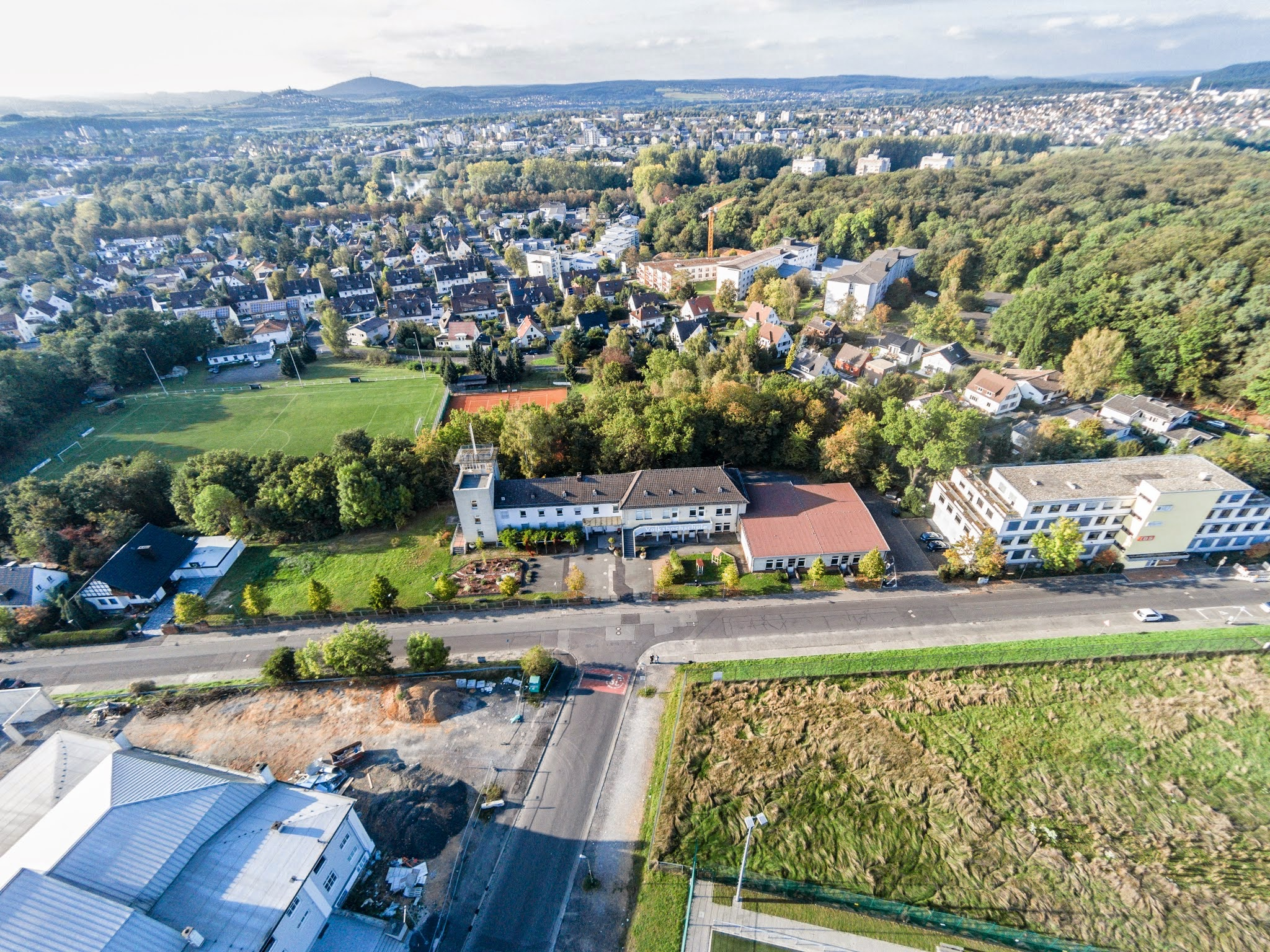
Philosophenwald (rechts)

Der Philosophenwald ist ein Wald- und Naherholungsgebiet in der Stadt Gießen.

## Lage
Der Philosophenwald liegt im südwestlichen Teil der Stadt Gießen, in der naturräumlichen Einheit des Gießener Beckens. Er erstreckt sich über eine Fläche von mehreren Hektar zwischen Eichgärtenallee und Fröbelstraße.

## Geschichte
Der Philosophenwald erhielt seinen Namen durch die enge Verbindung zur Justus-Liebig-Universität Gießen. Im 19. Jahrhundert nutzten Professoren und Studenten der Universität den Wald für Spaziergänge und philosophische Gespräche. Diese Tradition setzte sich über die Jahre fort und führte zur Benennung des Waldgebiets als „Philosophenwald“.

## Flora und Fauna
Der Philosophenwald zeichnet sich durch eine vielfältige Flora und Fauna aus. Typische Baumarten im Wald sind Eichen, Buchen und Fichten. Der Wald bietet Lebensraum für zahlreiche Tierarten, darunter Rehe, Füchse und eine Vielzahl von Vogelarten. Der Philosophenwald mit der angrenzenden Wieseck-Aue ist als Lebensraum für Fledermäuse, nachweislich für den Großen und Kleinen Abendsegler sowie die Wasserfledermaus, einzigartig und europaweit bedeutsam.